# Маяк (Удмуртия)
Маяк — поселок в Якшур-Бодьинском районе Удмуртской республики.

## География
Находится в центральной части Удмуртии на расстоянии приблизительно 5 км на восток по прямой от районного центра села Якшур-Бодья.

## История
Известен с 1905 года как Николаевский винокуренный завод № 29 оханского купца Николая Константиновича Бахтиярова. В 1932 году колония, в 1939 дом-интернат, с 1955 поселок, с 1971 по 1989 года поселок Дом-интернат Маяк. С 2002 года настоящее название. До 2021 год входил в состав Пушкарёвского сельского поселения.

## Население
Постоянное население составляло 237 человек (1905 год), 34 (1924 год, все русские), 594 человека в 2002 году (удмурты 57 %, русские 41 %), 496 в 2012.